# Кріста Шредер
Емілія Крістіна «Кріста» Шредер (нім. Emilie Christine "Christa" Schroeder; 19 березня 1908, Ганноверш-Мюнден — 28 червня 1984, Мюнхен) — секретарка Адольфа Гітлера.

## Біографія
Член НСДАП (партійний квиток №263 009). В 1930-33 роках — секретарка Імперського управління НСДАП. З 1933 року — особиста секретарка Гітлера. До 1939 року була особистим ад'ютантом фюрера, після чого супроводжувала його в численних відрядженнях. Шредер познайомилась з численними політичними і військовими діячами Третього Рейху, досвід спілкування з якими описала в численних щоденниках, листах і стенографічних записах. 22 квітня 1945 року разом із кількома співробітниками Гітлера покинула Берлін на літаку і прибула в Берггоф. Пережила вибух бомби 25 квітня, який повністю зруйнував резиденцію. Після закінчення Другої світової війни була інтернована. Звільнена в травні 1948 року. 

## Особисте життя
В 1938 році була заручена з югославським дипломатом Лавом Алконічем. В 1941 році заручини були розірвані, оскільки Гітлеру не сподобались їхні стосунки.

## Нагороди
- Золотий партійний знак НСДАП (30 січня 1938)